# 호꾸이리
호꾸이리(베트남어: Hồ Quý Ly / 胡季犛 호계리, 1336년 ~ 1407년)는 베트남 호조의 초대 황제(재위 : 1400년)이다. 본명은 레꾸이리(베트남어: Lê Quý Ly / 黎季犛 여계리)이다. 즉위 후의 이름은 호녓응우옌(베트남어: Hồ Nhất Nguyên / 胡一元 호일원)이며, 자는 리응우옌(베트남어: Lý Nguyên / 理元 이원). 쩐 왕조 대신 때 칭호는 흠덕흥렬대왕(베트남어: Khâm Đức Hưng liệt đại vương / 欽德興烈大王). 호왕조 건국 후의 존호는 국조장황(베트남어: Quốc Tổ Chương Hoàng / 國祖章皇)이다.

## 생애
베트남의 북부 지역 타인호아 출신이다. 그의 조상은 오대 십국 시대에 현재의 중국 저장 성에서 남하하여 베트남으로 이주하였다고 한다. 베트남의 쩐 왕조 제 9대 황제 예종(藝宗)의 외척으로서 시중들어 추밀사로 승격하여, 참파의 침공을 격퇴하여 동중서문하평장사(同中書門下平章事)가 된다. 1388년 예종의 조카인 순종(順宗)을 황제로 옹립 하였고, 1397년 수도를 타인호아로 천도하였다.
1400년 쩐 왕조가 쇠퇴한 것을 이용하여 제13대 황제인 소제(少帝)를 폐위하여 제위를 찬탈하였다. 국호를 대우(大虞)로 하고, 자신의 성인 레(Le)씨를 호씨(Ho)로 고쳤지만, 아들 호한트엉(Hồ Hán Thương)에게 양위하여 태상황으로 칭하였고, 베트남 최초의 지폐를 발행하였고, 베트남 고유 문자인 쯔놈(Chữ Nôm)을 이용하여 문학을 장려하는 등 개혁을 실시했다. 그러나, 명나라의 영락제는 베트남 쩐 왕조의 왕족을 괴뢰 군주로 옹립하였고, 호계리가 영락제가 옹립한 군주를 인정하지 않았고, 1406년에 베트남 쩐 왕조 부흥을 구실로 삼아서 명나라군이 침공하자, 다음 해에 베트남의 수도 타인호아가 함락되었고, 호계리, 호한창 부자는 하틴에서 명나라군에 사로잡혔다. 호꾸이리는 호한트엉, 호응우옌쯩과 함께 명나라의 수도 금릉으로 끌려갔는데, 이후 행방은 알 수 없다. 일설엔 난징에서 처형을 당했다고 하며, 또 다른 설로는 영락제의 사면을 받아 광시에서 관리로 일했다고도 한다.

## 기년
| 호꾸이리    | 원년            |
| ----------- | --------------- |
| 서력 (西曆) | 1400년          |
| 간지 (干支) | 경진(庚辰)      |
| 연호 (年號) | 성원(聖元) 원년 |